# Złotoliść
Złotoliść (Chrysophyllum) – rodzaj roślin z rodziny sączyńcowatych. Obejmuje 88 gatunków roślin drzewiastych rosnących w klimacie tropikalnym, których głównym obszarem występowania Ameryka Południowa. Zasięg C. oliviforme sięga najdalej na północ – do południowej Florydy.

## Morfologia
Złotoliście to szybko rosnące drzewa osiągające na ogół wysokość 10–20 m. Liście są owalne, o długości 3-15 cm, zielone na górze, od spodu pokryte złotymi włoskami (stąd nazwa rodzaju). Kwiaty są niewielkie, o średnicy 3-8 mm, koloru różowo-białego, skupione po kilka. Posiadają słodki, aromatyczny zapach. Owoce są jadalne, okrągłe, zazwyczaj zabarwione na fioletowo (czasami zielono-białe). 

## Systematyka
Pozycja systematyczna według APweb (aktualizowany system APG III z 2009)
Rodzaj z podrodziny Chrysophylloideae w obrębie sączyńcowatych.

Do rodzaju zaliczane są gatunki:
| - Chrysophyllum acreanum A.C.Sm. - Chrysophyllum africanum A.DC. - Chrysophyllum akusae A.Chev. - Chrysophyllum albidum G.Don - Chrysophyllum albipilum Cronquist - Chrysophyllum amazonicum T.D.Penn. - Chrysophyllum ambrense (Aubrév.) G.E.Schatz & L.Gaut. - Chrysophyllum analalavense (Aubrév.) G.E.Schatz & L.Gaut. - Chrysophyllum arenarium Allemao - Chrysophyllum argenteum Jacq. - Chrysophyllum asraoi R.Kumari & Thothathri - Chrysophyllum aulacocarpum Ernst - Chrysophyllum azaguieanum J.Miege - Chrysophyllum bakhuizenii P.Royen - Chrysophyllum bangweolense R.E.Fr. - Chrysophyllum beguei Aubrév. & Pellegr. - Chrysophyllum boivinianum (Pierre) Baehni - Chrysophyllum bombycinum T.D.Penn. - Chrysophyllum boukokoense (Aubrév. & Pellegr.) L.Gaut. - Chrysophyllum brenesii Cronquist - Chrysophyllum cainito L. - Chrysophyllum calophyllum Exell - Chrysophyllum capuronii G.E.Schatz & L.Gaut. - Chrysophyllum colombianum(Aubrév.) T.D.Penn. - Chrysophyllum contumacense Sagást. & M.O.Dillon - Chrysophyllum cuneifolium (Rudge) A.DC. - Chrysophyllum delphinense (Aubrév.) G.E.Schatz & L.Gaut. - Chrysophyllum durifructum (W.A.Rodrigues) T.D.Penn. - Chrysophyllum euryphyllum T.D.Penn. - Chrysophyllum eximium Ducke - Chrysophyllum fenerivense (Aubrév.) G.E.Schatz & L.Gaut. - Chrysophyllum flexuosum Mart. - Chrysophyllum giganteum A.Chev. - Chrysophyllum gonocarpum (Mart. & Eichler ex Miq.) Engl. - Chrysophyllum gorungosanum Engl. - Chrysophyllum guerelianum (Aubrév.) G.E.Schatz & L.Gaut. - Chrysophyllum hirsutum Cronquist - Chrysophyllum imperiale (Linden ex K.Koch & Fintelm.) Benth. & Hook.f. - Chrysophyllum inornatum Mart. - Chrysophyllum januariense Eichler - Chrysophyllum lacourtianum De Wild. - Chrysophyllum lanatum T.D.Penn. - Chrysophyllum longifolium De Wild. - Chrysophyllum lucentifolium Cronquist | - Chrysophyllum lungi De Wild. - Chrysophyllum manabiense T.D.Penn. - Chrysophyllum manaosense (Aubrév.) T.D.Penn. - Chrysophyllum marginatum (Hook. & Arn.) Radlk. - Chrysophyllum masoalense (Aubrév.) G.E.Schatz & L.Gaut. - Chrysophyllum mexicanum Brandegee - Chrysophyllum muerense Engl. - Chrysophyllum novoguineense Vink - Chrysophyllum ogowense A.Chev. - Chrysophyllum oliviforme L. - Chrysophyllum ovale Rusby - Chrysophyllum papuanicum (Pierre ex Dubard) Royen - Chrysophyllum paranaense T.D.Penn. - Chrysophyllum parvulum Pittier - Chrysophyllum pauciflorum Lam. - Chrysophyllum perpulchrum Mildbr. ex Hutch. & Dalziel - Chrysophyllum perrieri (Lecomte) G.E.Schatz & L.Gaut. - Chrysophyllum pomiferum (Eyma) T.D.Penn. - Chrysophyllum prieurii A.DC. - Chrysophyllum prunifolium Baker - Chrysophyllum pruniforme Engl. - Chrysophyllum reitzianum Mattos - Chrysophyllum revolutum Mart. & Eichler ex Miq. - Chrysophyllum roxburghii G.Don - Chrysophyllum rufum Mart. - Chrysophyllum sanguinolentum (Pierre) Baehni - Chrysophyllum sapini De Wild. - Chrysophyllum scalare T.D.Penn. - Chrysophyllum sparsiflorum Klotzsch ex Miq. - Chrysophyllum splendens Spreng. - Chrysophyllum striatum T.D.Penn. - Chrysophyllum subnudum Baker - Chrysophyllum subspinosum Monach. - Chrysophyllum superbum T.D.Penn. - Chrysophyllum taiense Aubrév. & Pellegr. - Chrysophyllum tessmannii Engl. & K.Krause - Chrysophyllum ubanguiense (De Wild.) Govaerts - Chrysophyllum ucuquirana-branca (Aubrév. & Pellegr.) T.D.Penn. - Chrysophyllum venezuelanense (Pierre) T.D.Penn. - Chrysophyllum viride Mart. & Eichler ex Miq. - Chrysophyllum viridifolium J.M.Wood & Franks - Chrysophyllum welwitschii Engl. - Chrysophyllum wilsonii T.D.Penn. - Chrysophyllum zimmermanmii Engl. |